# Trégarvan
Trégarvan (tiếng Breton: Tregarvan) là một xã của tỉnh Finistère, thuộc vùng Bretagne, miền tây bắc Pháp.